# Diecéze Iláhábád
Diecéze Iláhábád je diecéze římskokatolické církve, nacházející se v Indii.

## Území
Diecéze zahrnuje území distriktů Iláhábád, Ambedkar Nagar, Faizabad, Fatehpur, Kanpur Dehat, Kanpur Nagar, Kaushambi, Mirzapur, Pratapgarh, Raebareli, Sonbhadra a Sultanpur státu Uttarpradéš.
Biskupským sídlem je město Prajágrádž, kde se nachází hlavní chrám – katedrála svatého Josefa.
Rozděluje se do 42 farností. K roku 2020 měla 11 201 věřících, 78 diecézních kněží, 16 řeholních kněží, 21 řeholníků a 376 řeholnic.

## Historie
Dne 7. února 1845 byl brevem Pastoralis officii papeže Řehoře XVI. zřízen apoštolský vikariát Patna. Vikariát byl zřízen z části území apoštolského vikariátu Tibet-Hindustan.
Dne 1. září 1886 byl bulou Humanae salutis papeže Lva XIII. zrušen apoštolský vikariát a dal vzniknout diecézi Iláhábád. Dne 7. června 1897 byla brevem Post initam připojena do církevní provincie arcidiecéze Ágra a část jejího území byla připojena k arcidiecézi Kalkata.
Dne 20. dubna 1892 byla z části jejího území zřízena apoštolská prefektura Bettiah.
Dne 19. září 1919 byla obnovena z části jejího území diecéze Patna.
Dne 3. března 1931 byla část jejího území připojena k misii sui iuris Indore.
Dne 18. července 1932 dala vzniknout apoštolské prefektuře Džabalpur.
Dne 12. ledna 1940 byla část jejího území připojena k nové vzniklé diecézi Lucknow a apoštolské prefektuře Jhansi.
Dne 11. července 1946 dala vzniknout apoštolské prefektuře Gorakhpur a 9. července 1947 získala část území prefektury zpět.

## Seznam biskupů
- Gaetano Carli, O.F.M.Cap. (1845– 1845)
- Anastasius Hartmann, O.F.M.Cap. (1845–1854)
- Atanasio Eduardo Zuber, O.F.M.Cap. (1854–1860)
- Anastasius Hartmann, O.F.M.Cap. (1860–1866) (podruhé)
- Paolo Tosi, O.F.M.Cap. (1868–1880)
- Francesco Vincenzo Pesci, O.F.M.Cap. (1881–1896)
- Carlo Giuseppe Gentili, O.F.M.Cap. (1897–1898)
- Vittorio Gaetano Sinibaldi, O.F.M.Cap. (1899–1902)
  - neobsazena (1902–1904)
- Pierre-François Gramigna, O.F.M.Cap. (1904–1917)
- Giuseppe Angelo Poli, O.F.M.Cap. (1917–1946)
- Leonard Joseph Raymond (1947– 1964)
- Raymond D'Mello (1964–1969)
- Alfred Fernández (1970–1975)
- Baptist Mudartha (1976–1988 )
- Isidore Fernandes (1988–2013)
  - Ignatius Menezes (2013–2013) apoštolský administrátor
- Raphy Manjaly (2013–2020)
  - neobsazena (2020–2023)
- Louis Mascarenhas (od 2023)